# 舍莫奈哈區

舍莫奈哈區是哈薩克斯坦的行政區，位於該國東部，由東哈薩克斯坦州負責管轄，首府設於舍莫奈哈，始建於1928年，面積4,000平方公里，2013年人口46,409。